# Шурупов, Андрей Михайлович
Андрей Михайлович Шурупов (род. 23 февраля 1978, Москва) — российский хоккеист, нападающий. Тренер.

## Биография
Начинал заниматься хоккеем в московском «Динамо», выпускник ЦСКА. В сезоне 1994/95 дебютировал в первенстве России, сыграв 6 матчей за ЦСКА-2 в открытом чемпионате России. Уехав в Северную Америку, играл за команды «Белвилл Буллз» (OHL, 1995/96 — 1997/98), «Толидо Сторм» (ECHL, 1998/99 — 1999/2000), «Огаста Линкс» (ECHL, 1999/2000 — 2000/01), «Саут Каролина Стингрейс» (ECHL, 2000/01).
Вернувшись в Россию, три сезона провёл в Суперлиге за петербургской СКА. Затем играл за команды «Спартак» Москва (2004/05), «Сибирь» Новосибирск (2004/05), «Трактор» Челябинск (2004/05), «Дмитров» (2005/06, 2007/08), «Витязь» Чехов2006/07, «Южный Урал» Орск (2008/09), «Крылья Советов» Москва (2008/09 — 2010/11), «Молот-Прикамье» Пермь (2011/12, до декабря), «Компаньон-Нафтогаз» (Киев, Украина, с 17 января 2012).
В 2012 году стал тренером детской команды СКА 2007 года рождения.